# Gracilodes finissima
Gracilodes finissima là một loài bướm đêm trong họ Erebidae.